# Ботошані (футбольний клуб)
«Ботошані» (рум. FC Botoșani) — румунська футбольна команда з однойменного міста, заснована у 2001 році. Виступає у вищому футбольному дивізіоні Румунії на стадіоні «Муніципальний».

## Досягнення
- Ліга II
  -  Чемпіон(1): 2012-13

- Ліга III
  -  Чемпіон(1): 2003-04

### Інше
- Виступів в Лізі I: 3
- Участь у змаганні Купа Ліґії: 2
- Участь у єврокубках: 1